# Bataille de Tuthill (1461)
 (juillet 2017).
Si vous disposez d'ouvrages ou d'articles de référence ou si vous connaissez des sites web de qualité traitant du thème abordé ici, merci de compléter l'article en donnant les références utiles à sa vérifiabilité et en les liant à la section « Notes et références ».
Pour l’article homonyme, voir Bataille de Tuthill (1401).
Pour un article plus général, voir Guerre des Deux-Roses.
Guerre des Deux-Roses
Batailles
La bataille de Tuthill est un affrontement de la guerre des Deux-Roses. Elle se déroule le 16 octobre 1461 près de Caernarfon, dans le Gwynedd, et se solde par une victoire de l'armée yorkiste, conduite par William Herbert, sur les hommes de Jasper Tudor, qui est contraint à la fuite.

## Contexte
Le pays de Galles était resté fidèle au roi lancastrien Henri VI et à son fils et héritier, le prince de Galles Édouard de Westminster. Après l'Acte d'Accord du 25 octobre 1460 qui déshérite Édouard au profit de Richard d'York dans la succession d'Henri VI, la reine Marguerite d'Anjou et Édouard s'enfuient au château de Harlech tandis que Henri reste aux mains des yorkistes. Soutenue par le comte de Pembroke Jasper Tudor, le demi-frère d'Henri VI, Marguerite est accompagnée avec son fils en sécurité en Écosse. 
Conscient de la menace posée par les lancastriens, Richard d'York lève une armée mais est battu et tué par les partisans de la reine à la bataille de Wakefield le 30 décembre 1460. Sa prétention au trône passe à son fils aîné Édouard d'York, qui est en campagne en Galles afin de pacifier la région face à la menace posée par Jasper Tudor et ses partisans. Édouard bat une armée commandée par Owen Tudor, le père de Jasper, à la bataille de Mortimer's Cross le 2 février 1461. Il se réfugie ensuite à Londres où il est proclamé roi sous le nom d'Édouard IV le 4 mars. Il part affronter l'armée d'Henri VI, qui s'est échappé lors de la seconde bataille de Saint-Albans le 17 février. Édouard IV triomphe de ses adversaires à la bataille de Towton le 29 mars. Il est couronné à Londres le 28 juin.

## La campagne en Galles
La résistance lancastrienne persiste en Galles, bien qu'Henri VI se soit réfugié auprès de sa femme et de son fils en Écosse. Édouard IV s'inquiète également du soutien apporté aux Lancastriens par le roi Charles VII de France mais ce dernier meurt le 22 juillet 1461, ce qui suspend l'aide française. Édouard mobilise une armée sous le commandement du yorkiste gallois William Herbert, qui s'empare du château de Pembroke le 30 septembre. Jasper Tudor et son allié Henri Holland s'enfuient en Snowdonia.
La bataille de Tuthill, relativement limitée en soi, a lieu près de la ville de Caernarfon. Wiliam Herbert attaque les derniers partisans de la Maison de Lancastre. Les lancastriens sont sèchement battus. Jasper Tudor s'enfuit en Irlande avant de rejoindre la France en 1462. Henri Holland s'enfuit en Bourgogne.
Denbigh est prise en janvier 1462. Seul le château de Harlech résiste aux assauts yorkistes. Il ne sera pris par Édouard IV qu'en août 1468.